# Molí de Verges
El Molí de Verges és un molí hidràulic a l'est de la localitat de Verges (Baix Empordà) que aprofita la força hidràulica del Rec del Molí part d'aquest conjunt hidràulic ha estat protegit com a bé cultural d'interès local.
El Rec del Molí recull de les aigües del riu Ter a la zona de Colomers, transcorre per bona part de la planura del baix Ter fins a arribar a desembocar a la Platja del Rec del Molí a l'Escala. Travessa el nucli de Verges, per la part sud, i d'aquesta aigua se'n beneficiava un antic molí fariner, a la llinda del qual hi ha la data 1779, avui dia abandonat. Aquest podria ser, però, més antic. Es tracta d'un molí fariner, i potser també arrosser.
El tram que es declara BCIL és el comprès entre l'entrada al nucli de població de Verges per la part nord fins a la bassa de desguàs del molí, a tocar de la carretera C-252. Del tram de la part nord només se'n distingeix un fossat excavat a terra. A mesura que el rec es va endinsant en el poble es posa de manifest la canalització i una paret de pedra en sec al marge esquerre. A la dreta hi ha hortes. Entre el Carrer Ample i el Carrer de la Font el rec està totalment canalitzat. En aquesta cruïlla hi ha un pont que connecta els dos carrers. A partir d'aquest punt, el marge esquerre del rec coincideix amb una torre i tot el tram de muralla que tancava el recinte medieval del nucli de Verges. Alguns dels edificis adossats a la muralla presenten rentadors cap a l'exterior per tal d'aprofitar l'aigua del canal. Tant els ponts com els rentadors formen part del bé cultural d'interès local, ja que són estructures associades al Rec del Molí.
El Rec del Molí que travessa Verges forma part d'una important xarxa hidràulica que inclou part del riu Ter i recs com els de Gualta o el de l'Estany. El tram de rec que transcorre paral·lelament al Carrer del Rec i al Carrer de la Font sembla que correspon amb l'antic fossat de les muralles.

## Història
Hi ha documentació des del segle xvii aquest rec era conegut com a rec dels molins de Verges i Bellcaire, i a partir del segle xviii com a Rec de Sentmenat i també com a Rec de Ciutadilla. Els comtes d'Empúries el 1301, durant la seva disputa amb el comtat de Barcelona, van desviar el riu Ter. El rec del molí i els seus afluents seguiren el curs hidrològic d'aquest antic ramal del riu Ter. Una bona part del rec del molí a la zona de Bellcaire s'anomena encara Ter Vell. Hi ha notícies històriques de diferents moments relacionades amb aquest rec. Entorn del segle xiii trobem documentada la seva existència, ja que aquesta estructura hidràulica va lligada a altres construccions com el monestir de Sant Miquel de Cruïlles o el Molí de Jafre. Se sap que en el segle xiv els comtes d'Empúries tenien diferents molins sota el seu domini al llarg del curs d'aquest rec. Cap a finals del segle xvi aquest rec passà a mans dels barons de Sant Mori i posteriorment a mans dels Ciutadilla (1647) i més endavant fou una possessió dels marquesos de Sentmenat (1824), hereus dels Ciutadilla.